# Витч, Джон (футболист)
Джон Гулд Витч-младший (англ. John Gould Veitch, Jr.; 19 июля 1869 — 3 октября 1914) — английский футболист, хавбек. Выступал за футбольные клубы «Кембридж Юниверсити», «Олд Уэстминстерс» и «Коринтиан», также провёл 1 матч за национальную сборную Англии, в котором сделал хет-трик.

## Биография
Родился в Кингстон-Хилле (Суррей) в семье известного ботаника и садовода Джона Гулда Витча и его жены Джейн (в девичестве Ходж). Окончил Вестминстерскую школу, в 1887 году выступал за футбольную команду школы. Затем поступил в Тринити-колледж Кембриджского университета, где выступал за футбольную команду «Кембридж Юниверсити» в 1888, 1889, 1890 и 1891 году.
Также Витч выступал за клуб «Олд Уэстминстерс» (выиграв в его составе Большой кубок Лондона в 1892 и 1893 году) и за «Коринтиан». Свой первый матч за «Коринтиан» провёл 26 января 1889 года (против «Престон Норт Энд»), а 16 февраля сыграл против «Селтика», забив гол в том матче. До окончания Кембриджа Витч играл за «Коринтиан» очень нерегулярно, однако уже в сезоне 1891/92 провёл за команду 13 матчей, забив 12 голов, включая хет-трик против шотландского «Рентона» 18 апреля 1892 года. В следующем сезоне провёл за клуб 9 матчей, также провёл 1 игру за «Слау Таун». В сезоне 1893/94 провёл за «Коринтиан» 17 матчей, забив 10 голов, в том числе «покер» в игре против «Дерби Каунти» 27 марта 1894 года.
12 марта 1894 года провёл свой единственный официальный матч за национальную сборную Англии, выйдя на позиции левого инсайда в матче Домашнего чемпионата против сборной Уэльса на стадионе «Рейскорс Граунд». Команда англичан в том матче целиком состояла из игроков клуба «Коринтиан». Витч сделал в той игре хет-трик, забив а 30-й, 55-й и 80-й минутах. Англичане победили в матче со счётом 5:1. Витч является одним из пятерых игроков, сделавших хет-трик в единственном матче за сборную.
Свой последний матч за «Коринтиан» Витч провёл 13 апреля 1898 года, сыграв на позиции защитника. За девять лет провёл за клуб 69 матчей и забил 49 голов.
Работал в семейной садоводческой фирме Veitch Nurseries в качестве секретаря. После смерти брата Джеймса в 1907 году Джон унаследовал семейный бизнес, однако передал управление своему дяде Гарри Витчу. После смерти Джона в октябре 1914 года Гарри решил ликвидировать фирму.